# Ben Tiggelaar
Beno (Ben) Tiggelaar (Veendam, 3 januari 1969) is een Nederlandse bedrijfskundige, schrijver van managementboeken en trainer. Hij wordt getypeerd als managementgoeroe. Ook is hij columnist bij NRC  op het gebied van werk en management.

## Studie en loopbaan
Tiggelaar studeerde communicatiewetenschap aan de Universiteit van Amsterdam. Hij werkte onder meer als redacteur voor het tijdschrift Adformatie en als intern adviseur bij ABN AMRO. Sinds 1996 werkt hij als zelfstandig ondernemer. Hij publiceert en verzorgt trainingen over leiderschap, verandermanagement en gedrag. In 2010 promoveerde hij in de economische wetenschappen en bedrijfskunde aan de Vrije Universiteit Amsterdam op het proefschrift The Core of the Matter. Dit onderzoek betrof de haalbaarheid en effectiviteit van gedragsgerichte interventies in Nederlandse organisaties.
Tiggelaar werkt vanuit de 'dual system'-benadering. Deze benadering gaat ervan uit dat bewust, gepland menselijk gedrag veel minder vaak optreedt dan onbewust, automatisch gedrag.